# Val d’Asta
Val d’Asta  ist ein Ortsteil von Villa Minozzo in der italienischen Provinz Reggio Emilia in der Emilia-Romagna etwa 40 Kilometer südsüdwestlich von Reggio nell’Emilia im Apennin. 

## Lage
Val d’Asta liegt am nordöstlichen Hang des Monte Cusna. Es ist 16 km von Villa Minozzo und 65 km von Reggio Emilia entfernt. Die Siedlung liegt direkt unter dem Monte Penna, am linken Ufer des Rio Teggia.

## Geschichte
Die Geschichte des Namens dieses Tals geht auf das Jahr 1164 zurück, als Kaiser Friedrich I. Barbarossa der Abtei von Frassinoro den Besitz dieser Gebiete übertrug: In der Urkunde wird eine Burg Montis Astae erwähnt, die heute nicht mehr existiert, aber der Kirche im Dorf Case Bagatti ihren Namen gab.

### Erster Weltkrieg

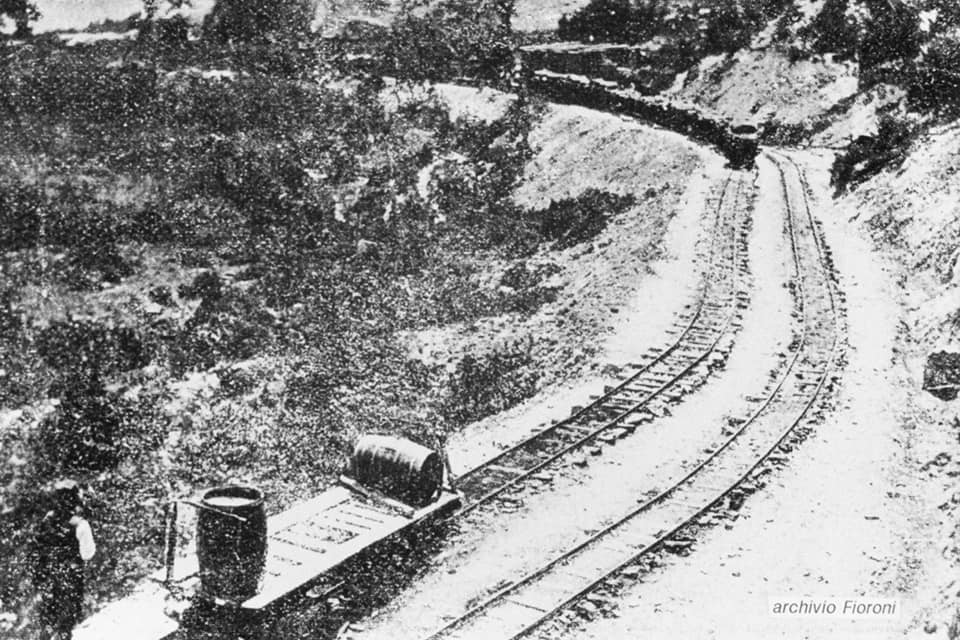
Ausweiche der Waldbahn Quara–Febbio bei Novellano

Während des Ersten Weltkriegs war Febbio im Val d’Asta die Endstation der schmalspurigen Waldbahn Quara–Febbio mit der von etwa tausend österreich-ungarischen Kriegsgefangenen geschlagenes Brennholz aus den umliegenden Wäldern zu einer Standseilbahn und Flößerrinne bei Gova und bei der Königlichen Marine begehrte Langholz zum Straßentransport nach Quara gebracht wurde.